# پنلوپه مورتیمر
پنه‌لوپه مورتیمر (انگلیسی: Penelope Mortimer؛ ۱۹ سپتامبر ۱۹۱۸ – ۱۹ اکتبر ۱۹۹۹) یک زندگی‌نامه‌نویس، روزنامه‌نگار، و رمان‌نویس اهل بریتانیا بود.